# Demapharm
Les laboratoires Demapharm sont les créateurs, fabricants et distributeurs de la marque française de préservatifs Star. Cette marque est déposée depuis l'année 2000 et répond aux critères imposés par la norme NF EN ISO 4074 (2002) ainsi qu'à la norme européenne CE 0459 sous le contrôle du laboratoire national d'essais (LNE) et subissent, lot par lot, tous les essais imposés par la norme européenne. La marque française de préservatifs Star est vendue en pharmacie et parapharmacie.
La société a par ailleurs mis au point un distributeur automatique de préservatifs distribuant une pochette unitaire de préservatif à 20 centimes d'euro (Star, forme anatomique). Ils proposent aux établissements scolaires cet appareil depuis le 12 janvier 2006 dans le but de mettre à disposition des jeunes ou des personnes défavorisées un préservatif à un prix accessible.